# Хэйд
Хэйд (др.сканд. яркая) — женская фигура в скандинавской мифологии, олицетворяет собой колдунью-прорицательницу, практикующую обряд сейд — древний метод прорицания, связанный с практикой магии.
Ряд исследователей предполагает, что после трёхкратного перерождения, Гулльвейг стали называть Хэйд. А также это может быть автор повествования вёльва (провидица и ведьма), описывающая события от третьего лица.
Автор-переписчик Снорри Стурлусон описывая события в Асгарде, говорит, что практике сейда асов научила Фрейя. Из чего можно предположить, что Гулльвейг, из рода ванов, после трёхкратного перерождения, стала называться Хэйд, а в последующем приобрела имя богини Фрейя, дочери Ньёрда, приёмного сына Одина, и стала управлять любовью и плодородием, стала предводительницей валькирий и забирала себе половину погибших воинов (вторую половину забирал Один). Но это только предположение разных исследователей, потому что практикой сейд владели многие ваны, в отличие от асов.

## Упоминание в сагах
- Сага под названием «Прорицание вёльвы» (Völuspa) из сборника «Старшая Эдда» 22 строфа:

Хейд ее называли, в домах встречая, —вещей колдуньей, — творила волшбу [seið] жезлом колдовским; умы покорялись ее чародейству злым женам на радость
- Сага под названием «Книга о заселении Исландии»
- «Сага о Хрольве Жердинке и его витязях»
- «Сага об Одде Стреле»